# Charles Newman

a Compétitions nationales et continentales officielles uniquement.

b Matchs officiels uniquement.
Charles Henry Newman (dit Charlie Newman), né le 28 février 1857 à Newport et mort le 28 septembre 1922 à Lucerne, est un joueur gallois de rugby à XV, ayant occupé le poste de demi d'ouverture en sélection nationale.

## Biographie
Charles Newman évolue en club avec le Newport RFC (dont il est membre fondateur) de 1875 à 1887. Il en est le capitaine en 1882-1883. Il dispute son premier test match en équipe du pays de Galles le 19 février 1881 contre l'équipe d'Angleterre pour le premier match international du pays de Galles. Son dernier test match est contre la même équipe le 8 janvier 1887 dans le cadre du tournoi britannique. Il participe au premier match du pays de Galles dans le tournoi, lors du Tournoi britannique de rugby à XV 1882-1883 le 16 décembre 1882.

## Statistiques en équipe nationale
- Dix sélections en équipe du pays de Galles, de 1881 à 1887.
- Six fois capitaine du pays de Galles.
- Sélections par année : 1 en 1881, 2 en 1882, 1 en 1883, 2 en 1884, 2 en 1885, 1 en 1886, 1 en 1887.
- Participation à cinq tournois britanniques, en 1882-1883, 1884, 1885, 1886 et 1887.